# Aleksandrs Jerofejevs
Aleksandrs Jerofejevs (* 12. April 1984 in Riga, Lettische SSR) ist ein lettischer Eishockeyspieler, der seit August 2018 beim HK Prizma Riga in der lettischen Eishockeyliga unter Vertrag steht.

## Karriere
Aleksandrs Jerofejevs begann seine Karriere als Eishockeyspieler in seiner Heimatstadt beim HK Nik’s Brih Riga, für dessen erste Mannschaft er in der Saison 1999/2000 in der lettischen Eishockeyliga aktiv war. Anschließend verbrachte er drei Jahre bei dessen Ligarivalen Stalkers/Juniors Daugavpils, ehe er in der Saison 2003/04 für den HK Liepājas Metalurgs parallel in der lettischen Eishockeyliga, sowie der internationalen East European Hockey League auflief. Von 2004 bis 2006 spielte er je eine Spielzeit lang für die Sioux Fall Stampede in der Juniorenliga United States Hockey League, sowie die Roanoke Valley Vipers aus der unterklassigen Profiliga United Hockey League. Dort gelang es dem lettischen Nationalspieler mit 33 Punkte in 61 Spielen auf sich aufmerksam zu machen, so dass er von Ilves Tampere aus der finnischen SM-liiga unter Vertrag genommen wurde. Nach nur sechs Partien, in denen er punktlos geblieben war, wechselte er jedoch zum HK Aquacity ŠKP Poprad aus der slowakischen Extraliga, bei dem er die Spielzeit beendete.

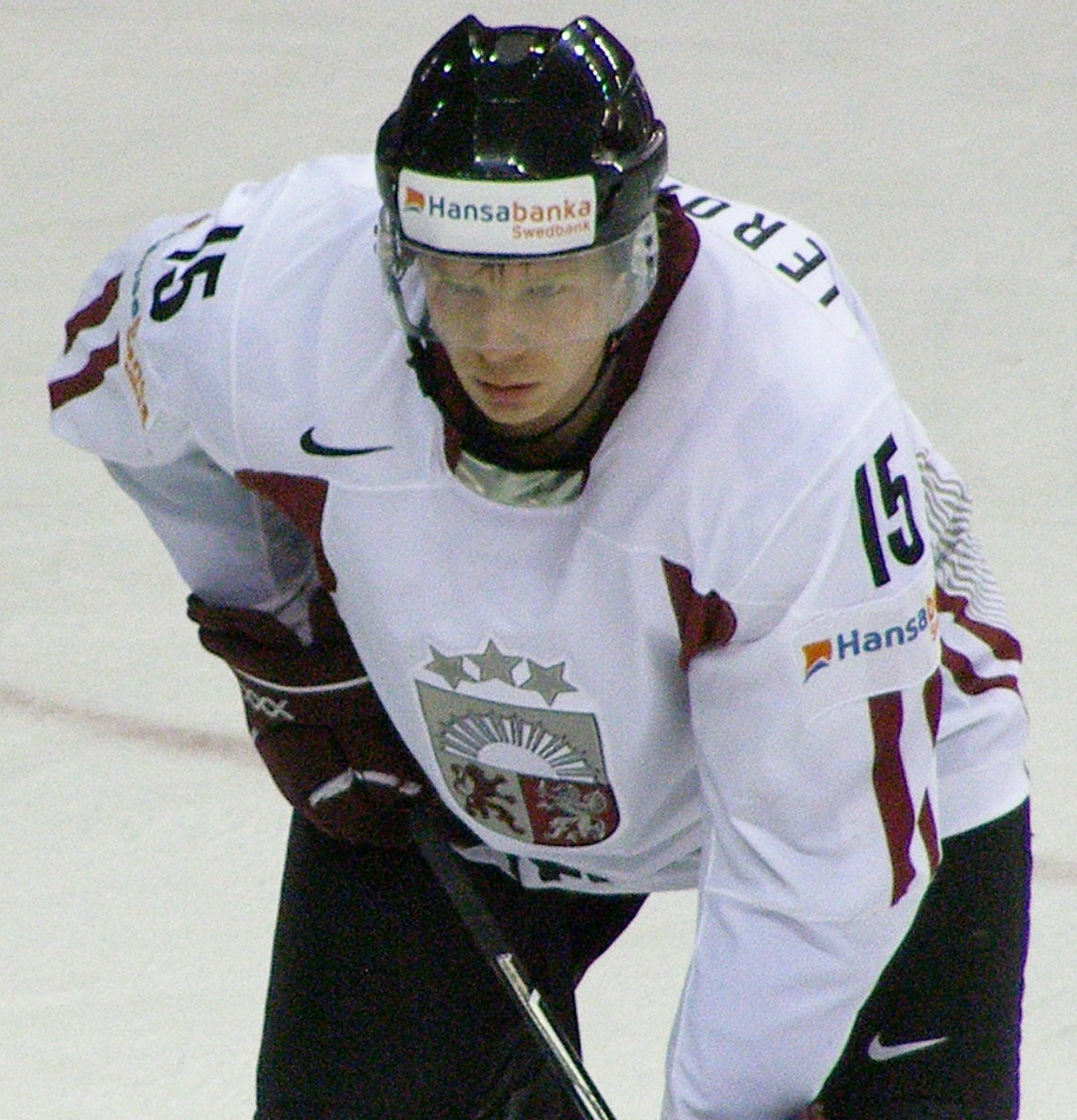
Aleksandrs Jerofejevs (2008)

Für die Saison 2007/08 unterschrieb Jerofejevs beim amtierenden tschechischen Meister HC Sparta Prag, mit dem er auf europäischer Ebene erst im Finale um den IIHF European Champions Cup am russischen Gegner HK Metallurg Magnitogorsk scheiterte. Nachdem er auch die folgende Spielzeit in Prag begonnen hatte, nahm er das Angebot von Neftechimik Nischnekamsk aus der neugegründeten Kontinentalen Hockey-Liga an, mit dem er in der ersten Runde der Playoffs um den Gagarin Cup dem späteren Finalisten Lokomotive Jaroslawl unterlag. In der Saison 2009/10 und 2010/11 stand der Lette bei Metallurg Nowokusnezk in der KHL unter Vertrag. Im September 2011 wurde er vom  Timrå IK aus der schwedischen Elitserien verpflichtet, bei dem er zunächst einen Try-Out-Vertrag erhielt, von dem er jedoch nach neun Tagen wieder freigestellt wurde.
Im Dezember 2011 erhielt er einen Vertrag beim HC Slovan Bratislava aus der slowakischen Extraliga und absolvierte in der Folge 31 Partien für Slovan, wobei er mit Slovan die Meisterschaft gewann, ehe er im Juli 2012 zum HK Kuban Krasnodar in die Wysschaja Hockey-Liga wechselte. Ein Jahr später wurde er vom KHL-Neuling Admiral Wladiwostok verpflichtet, kam aber ausschließlich beim Partnerteam Neftjanik Almetjewsk in der zweiten Spielklasse zum Einsatz.
Zwischen 2014 und 2018 spielte Jerofejevs bei Dinamo Riga in der Kontinentalen Hockey-Liga, ehe er im August 2018 zum HK Prizma Riga wechselte.

### International
Für Lettland nahm Jerofejevs an der U20-Junioren-B-Weltmeisterschaft 2004, sowie im Seniorenbereich an den A-Weltmeisterschaften 2006, 2007, 2008, 2009 und 2010 teil. Des Weiteren stand er im Aufgebot seines Landes bei der Qualifikation für die Olympischen Winterspiele 2010 in Vancouver.

## Erfolge und Auszeichnungen
- 2008 2. Platz beim IIHF European Champions Cup mit dem HC Sparta Prag
- 2012 Slowakischer Meister mit dem HC Slovan Bratislava

## KHL-Statistik
(Stand: Ende der Saison 2013/14)